# Copa del Mundo de Polo en Nieve de la FIP 2015
La Copa del Mundo de Polo en Nieve de 2015 fue la cuarta versión de la Copa del Mundo de Polo en Nieve de la Federación Internacional de Polo (FIP), que se desarrolló en Tianjin, China, en el Tianjin Goldin Metropolitan Polo Club, desde el día miércoles 28 de febrero al día domingo 8 de febrero de 2015. En ella, doce selecciones de todo el mundo compitieron entre sí para elegir al mejor equipo nacional de jinetes en campo nevado de aquel año, con hándicap de entre 14 y 16 goles. Al cabo del cierre del torneo, fue el seleccionado de Brasil el que logró imponerse, y alcanzar así su primer trofeo en esta instancia al vencer a Estados Unidos en la final por marcador 11 a 5.

## Desarrollo
Zona 1
| Fecha        | Grupo A       | Grupo B   | Marcador |
| ------------ | ------------- | --------- | -------- |
| 28 de enero  | Inglaterra    | Perú      | 5 - 4    |
| 28 de enero  | Canadá        | Brasil    | 1 - 9    |
| 28 de enero  | Nueva Zelanda | Argentina | 7 - 5    |
| 30 de enero  | Canadá        | Perú      | 4 - 1    |
| 30 de enero  | Nueva Zelanda | Brasil    | 3 - 5    |
| 30 de enero  | Inglaterra    | Argentina | 3 - 5    |
| 1 de febrero | Nueva Zelanda | Perú      | 7 - 2    |
| 1 de febrero | Inglaterra    | Brasil    | 4 - 5    |
| 1 de febrero | Canadá        | Argentina | 3 - 5    |

Zona 2
| Fecha        | Grupo C        | Grupo D | Marcador |
| ------------ | -------------- | ------- | -------- |
| 29 de enero  | Hong Kong      | España  | 4 - 2    |
| 29 de enero  | Estados Unidos | Chile   | 4 - 5    |
| 29 de enero  | México         | Francia | 2 - 9    |
| 31 de enero  | Estados Unidos | España  | 5 - 4    |
| 31 de enero  | México         | Chile   | 2 - 7    |
| 31 de enero  | Hong Kong      | Francia | 4 - 7    |
| 2 de febrero | México         | España  | 2 - 5    |
| 2 de febrero | Hong Kong      | Chile   | 6 - 7    |
| 2 de febrero | Estados Unidos | Francia | 4 - 5    |

Segunda fase
|  | Cuartos de final | Cuartos de final |                |           | Semifinales  | Semifinales  |  |  | Final        | Final |
|  |                  |                  |                |           |              |              |  |  |              |       |
|  | 4 de febrero     |                  |                |           |              |              |  |  |              |       |
|  |                  |                  |                |           |              |              |  |  |              |       |
|  | Brasil           | 10               |                |           |              |              |  |  |              |       |
|  | Brasil           | 10               | 7 de febrero   |           |              |              |  |  |              |       |
|  | Hong Kong        | 9                |                |           |              |              |  |  |              |       |
|  | Hong Kong        | 9                | Brasil         | 9         |              |              |  |  |              |       |
|  | 4 de febrero     |                  | Brasil         | 9         |              |              |  |  |              |       |
|  |                  | Argentina        | 7              |           |              |              |  |  |              |       |
|  | Chile            | Argentina        | 7              | 8         |              |              |  |  |              |       |
|  | Chile            |                  | 8 de febrero   | 8         |              |              |  |  |              |       |
|  | Argentina        | 9                |                |           |              |              |  |  |              |       |
|  | Argentina        | 9                | Brasil         | 11        |              |              |  |  |              |       |
|  | 5 de febrero     |                  | Brasil         | 11        |              |              |  |  |              |       |
|  |                  | Estados Unidos   | 5              |           |              |              |  |  |              |       |
|  | Nueva Zelanda    | Estados Unidos   | 5              | 6         |              |              |  |  |              |       |
|  | Nueva Zelanda    | 7 de febrero     |                | 6         |              |              |  |  |              |       |
|  | Estados Unidos   | 9                |                |           |              |              |  |  |              |       |
|  | Estados Unidos   | 9                | Estados Unidos | 7         | Tercer lugar | Tercer lugar |  |  |              |       |
|  | 5 de febrero     |                  | Estados Unidos | 7         |              |              |  |  |              |       |
|  |                  | Francia          | 6              |           |              |              |  |  |              |       |
|  | Francia          | Francia          | 6              | 8         | Francia      | 5            |  |  |              |       |
|  | Francia          |                  |                | 8         | Francia      | 5            |  |  |              |       |
|  | Canadá           | 6                |                | Argentina | 8            |              |  |  |              |       |
|  | Canadá           | 6                |                |           | 8            |              |  |  |              |       |
|  |                  |                  |                |           |              |              |  |  | 8 de febrero |       |
|  |                  |                  |                |           |              |              |  |  |              |       |

| Brasil 1.er título |

Premios individuales
- Jugador más valioso: Gustavo García (Brasil).[3]
- Mejor caballo: Bagi (Brasil).[3]

| Predecesor: 2014 | Copa del Mundo de Polo en Nieve 2015 | Sucesor: 2016 |